# Copa de Baden del Sur

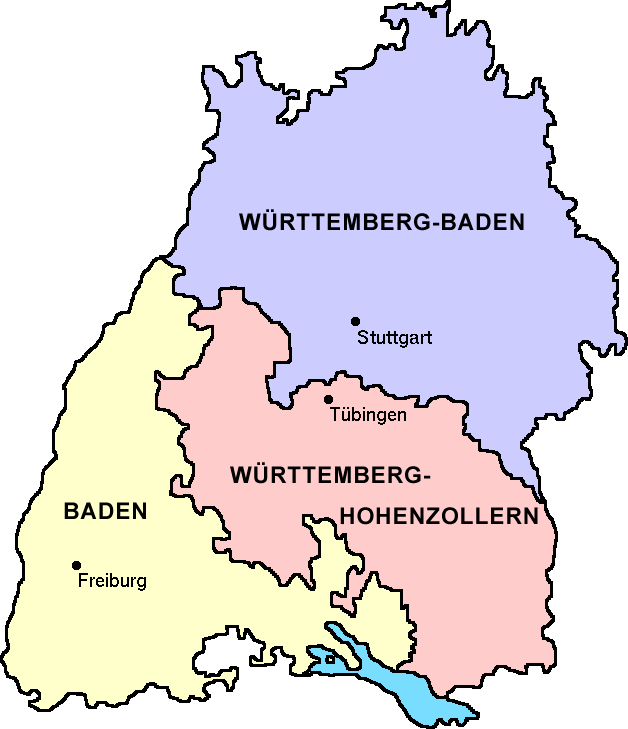
Los tres estados que se fusionaron para crear el estado de Baden-Württemberg en 1952.

La Copa de Baden del Sur (en alemán: Südbadischer Pokal), llamada Rothaus Pokal por razones de patrocinio, es una de las 21 competiciones regionales que conforman la Copa Asociación Alemana y en donde el campeón logra la clasificación a la Copa de Alemania, el torneo de copa de fútbol más importante del país.

## Historia
La copa fue creada en 1945 luego de que finalizara la Segunda Guerra Mundial en la zona de ocupación francesa en el sur del estado de Baden, que se le conocía como Baden del Sur entre 1945 y 1952, año en el que fue creado el estado de Baden-Württemberg.
Debido a que la parte norte de Baden era territorio ocupado por Estados Unidos, la parte sur tenía su propia asociación deportiva y su propia copa regional, la cual se juega anualmente y no se ha podido realizar en pocas ocasiones y que desde 1974 es clasificatoria a la Copa de Alemania.
Los equipos profesionales no pueden participar en la copa, o sea, los equipos que juega en la Bundesliga de Alemania y 2. Bundesliga, por lo que los particpantes son los equipos provenientes de las 3. Liga (III), Regionalliga Süd (IV), Oberliga Baden-Württemberg (V), Versbandsliga Südbaden (VI) y las Landesligas, así como los semifinalistas de las seis competiciones de copa distritales para completar un mínimo de 64 participantes.
Se juega bajo un formato de eliminación directa a partido único en la que el equipo de categoría inferior juega de local, y a diferencia de otras competiciones similares, en caso de empate el equipo de categoría inferior es el que avanza de ronda.

## Ediciones anteriores
| Temporada | Sede        | Campeón                 | Finalista               | Resultado            | Asistencia |
| 1945–46   |             | SV Rastatt 1            |                         |                      |            |
| 1946–47   | No se jugó  | No se jugó              | No se jugó              | No se jugó           | No se jugó |
| 1947–48   |             | Eintracht Singen        | Offenburger FV          |                      |            |
| 1948–49   |             | VfL Konstanz            |                         |                      |            |
| 1949–50   |             | FC 08 Villingen         |                         |                      |            |
| 1950–51   |             | Freiburger FC           |                         |                      |            |
| 1951–56   | No se jugó  | No se jugó              | No se jugó              | No se jugó           | No se jugó |
| 1956–57   |             | Kehler FV               |                         |                      |            |
| 1957–58   | No se jugó  | No se jugó              | No se jugó              | No se jugó           | No se jugó |
| 1958–59   |             | VfB Bühl                | Offenburger FV          |                      |            |
| 1959–60   |             | SV Oberkirch            |                         |                      |            |
| 1960–61   |             | Offenburger FV          |                         |                      |            |
| 1961–62   |             | FC Konstanz/VfR 1900    |                         |                      |            |
| 1962–63   |             | SV Oberkirch            |                         |                      |            |
| 1963–64   |             | FC Konstanz/VfR 1900    |                         |                      |            |
| 1964–65   |             | FC Konstanz/VfR 1900    |                         |                      |            |
| 1965–66   |             | FC Emmendingen          |                         |                      |            |
| 1966–67   |             | Offenburger FV          |                         |                      |            |
| 1967–68   |             | FC Singen 04            |                         |                      |            |
| 1968–69   |             | FV Lörrach              |                         |                      |            |
| 1969–70   |             | FC Furtwangen           |                         |                      |            |
| 1970–71   |             | FC Singen 04            | FC Emmendingen          |                      |            |
| 1971–72   |             | SV Waldkirch            | Offenburger FV          |                      |            |
| 1972–73   |             | FC Rastatt 04           |                         |                      |            |
| 1973–74   |             | FC 08 Villingen         |                         |                      |            |
| 1974–75   |             | SC Freiburg             |                         |                      |            |
| 1975–76   |             | FC 08 Villingen         |                         |                      |            |
| 1976–77   |             | FC Rastatt 04           |                         |                      |            |
| 1977–78   |             | SC Freiburg             | Offenburger FV          |                      |            |
| 1978–79   |             | FC 08 Villingen         |                         |                      |            |
| 1979–80   |             | VfB Gaggenau            |                         |                      |            |
| 1980–81   |             | FC Rastatt 04           | Offenburger FV          |                      |            |
| 1981–82   |             | Offenburger FV          |                         |                      |            |
| 1982–83   |             | SC Pfullendorf          |                         |                      |            |
| 1983–84   |             | FC Rastatt 04           |                         |                      |            |
| 1984–85   |             | SV Weil                 | Offenburger FV          |                      |            |
| 1985–86   |             | FC Emmendingen          |                         |                      |            |
| 1986–87   |             | Offenburger FV          |                         |                      |            |
| 1987–88   |             | FC Emmendingen          | Offenburger FV          |                      |            |
| 1988–89   |             | VfB Gaggenau            |                         |                      |            |
| 1989–90   |             | SC Pfullendorf          |                         |                      |            |
| 1990–91   |             | Freiburger FC           |                         |                      |            |
| 1991–92   |             | Freiburger FC           |                         |                      |            |
| 1992–93   |             | VfB Gaggenau            |                         |                      |            |
| 1993–94   |             | SV Linx                 |                         |                      |            |
| 1994–95   |             | VfB Gaggenau            |                         |                      |            |
| 1995–96   |             | FV Donaueschingen       | SV Oberachern           |                      |            |
| 1996–97   | Waldkirch   | FC Singen 04            | SV Oberkirch            | 2–1                  |            |
| 1997–98   |             | FC Denzlingen           | FC Emmendingen          |                      |            |
| 1998–99   |             | FC Singen 04            |                         |                      |            |
| 1999–2000 | Denzlingen  | FC Teningen             | FC Emmendingen          | 4–1 aet              |            |
| 2000–01   | Bötzingen   | SC Freiburg II          | FC Teningen             | 3–2                  | 1200       |
| 2001–02   | Teningen    | Bahlinger SC            | FC Rastatt 04           | 1–0                  | 1000       |
| 2002–03   | Herbolzheim | FC Emmendingen          | Bahlinger SC            | 2–1                  | 1500       |
| 2003–04   | Endingen    | FC Teningen             | FC Emmendingen          | 3–0                  | 2000       |
| 2004–05   |             | FC 08 Villingen         | SC Freiburg II          | 2–2 / 3–1 after pen. |            |
| 2005–06   | Villingen   | SC Pfullendorf          | FC Denzlingen           | 2–0                  | 280        |
| 2006–07   | Singen      | FC 08 Villingen         | SC Pfullendorf          | 2–0                  | 3412       |
| 2007–08   | Radolfzell  | SC Pfullendorf          | FC 08 Villingen         | 9–8 after pen.       |            |
| 2008–09   | Bahlingen   | FC 08 Villingen         | Offenburger FV          | 3–1                  |            |
| 2009–10   | Kirchzarten | SC Pfullendorf          | SV Linx                 | 1–0                  | 600        |
| 2010–11   |             | FC Teningen             | SV Weil                 | 1–0                  |            |
| 2011–12   | Kehl        | Offenburger FV          | SV Linx                 | 2–0                  |            |
| 2012–13   | Tiengen     | Bahlinger SC            | FC Radolfzell           | 3–1                  |            |
| 2013–14   | Freiburg    | SV Waldkirch            | FC Bötzingen            | 4–0                  | 3050       |
| 2014–15   | Emmendingen | Bahlinger SC            | Freiburger FC           | 3–0                  | 3500       |
| 2015–16   | Offenburg   | FC 08 Villingen         | SV Oberachern           | 5–3                  |            |
| 2016–17   | Villingen   | 1. FC Rielasingen-Arlen | VfR Hausen              | 6–1                  |            |
| 2017–18   | Lahr        | SV Linx                 | FC 08 Villingen         | 2–1                  |            |
| 2018–19   | Lahr        | FC 08 Villingen         | 1. FC Rielasingen-Arlen | 3–1                  | 3085       |
| 2019–20   | Freiburg    | 1. FC Rielasingen-Arlen | SV Oberachern           | 3–0                  | 0          |

- Fuente: «Südbadische Pokalsieger der Herren (Peterstaler Pokal)» (en alemán). SBFV. Archivado desde el original el 6 de diciembre de 2008. Consultado el 2 de diciembre de 2008.

## Títulos por equipo
| Club                    | Títulos |
| FC 08 Villingen         | 9       |
| Offenburger FV          | 5       |
| SC Pfullendorf          | 5       |
| FC Rastatt 04           | 5       |
| FC Singen 04            | 5       |
| FC Konstanz             | 4       |
| VfB Gaggenau            | 4       |
| FC Emmendingen          | 4       |
| Bahlinger SC            | 3       |
| FC Teningen             | 3       |
| Freiburger FC           | 3       |
| SC Freiburg             | 2       |
| SV Waldkirch            | 2       |
| SV Oberkirch            | 2       |
| SV Linx                 | 2       |
| 1. FC Rielasingen-Arlen | 2       |
| Kehler FV               | 1       |
| SC Freiburg II          | 1       |
| VfB Bühl                | 1       |
| FV Lörrach              | 1       |
| FC Furtwangen           | 1       |
| SV Weil                 | 1       |
| FV Donaueschingen       | 1       |
| FC Denzlingen           | 1       |